# Środek zabezpieczający
Środek zabezpieczający stosuje się zamiast kary wobec sprawcy czynu zabronionego, który nie podlega odpowiedzialności karnej z powodu niepoczytalności lub znikomej społecznej szkodliwości czynu, albo jeśli orzeczenie kary byłoby niecelowe z uwagi na zaburzenia psychiczne, które wpłynęły na popełnienie przez niego przestępstwa. Celem środków zabezpieczających jest ochrona społeczeństwa przed zachowaniami osób, które w sposób niezawiniony zagrażają porządkowi prawnemu.
Orzekając środek zabezpieczający sąd nie określa terminu jego obowiązywania. Środek podlega uchyleniu, jeśli tylko ustaje przyczyna jego stosowania. W skrajnych sytuacjach może więc być wykonywany do końca życia sprawcy.
Środki zabezpieczające zostały uregulowane w rozdziale X kodeksu karnego. Dzielą się one na środki izolacyjno-lecznicze i administracyjne.

## Środki izolacyjno-lecznicze
Katalog tych środków określa art. 93a § 1 kk. Są nimi:
- elektroniczna kontrola miejsca pobytu
- terapia
- terapia uzależnień
- pobyt w zakładzie psychiatrycznym.

## Środki administracyjne
Zgodnie z art. 93a § 2 kk są to środki przewidziane w art. 39 pkt 2-3 kk:
- zakaz zajmowania określonego stanowiska, wykonywania określonego zawodu lub prowadzenia określonej działalności gospodarczej (art. 39 pkt 2 kk)
- zakaz prowadzenia działalności związanej z wychowaniem, leczeniem, edukacją małoletnich lub opieką nad nimi (art. 39 pkt 2a kk)
- obowiązek powstrzymania się od przebywania w określonych środowiskach lub miejscach, zakaz kontaktowania się z określonymi osobami lub zakaz opuszczania określonego miejsca pobytu bez zgody sądu (art. 39 pkt 2b kk)
- zakaz wstępu na imprezę masową (art. 39 pkt 2c kk)
- zakaz wstępu do ośrodków gier i uczestnictwa w grach hazardowych (art. 39 pkt 2d kk)
- nakaz okresowego opuszczenia lokalu zajmowanego wspólnie z pokrzywdzonym (art. 39 pkt 2e kk)
- zakaz prowadzenia pojazdów (art. 39 pkt 3 kk).

Sąd może orzec przepadek, jeżeli sprawca dopuścił się czynu zabronionego w stanie niepoczytalności albo jeżeli zachodzi okoliczność wyłączająca ukaranie sprawcy czynu zabronionego. W prawie wykroczeń tytułem środka zabezpieczającego można orzec jedynie przepadek przedmiotów służących lub przeznaczonych do popełnienia wykroczenia, albo bezpośrednio z niego pochodzących.
 Zapoznaj się z zastrzeżeniami dotyczącymi pojęć prawnych w Wikipedii.